# Banat (Ariège)
Pour les articles homonymes, voir Banat.
Banat est une  ancienne commune française située dans le département de l'Ariège en région Occitanie. Elle est associée à la commune de Tarascon-sur-Ariège depuis 1973.

## Géographie
Le village est traversé par les routes D23 et D223b et arrosé par le ruisseau de la Courbière.

## Histoire
Le 1er avril 1973, la commune de Banat est rattachée à celle de Tarascon-sur-Ariège sous le régime de la fusion-association.
A l'initiative du département de l'Ariège, le parc - musée de l'art préhistorique est ouvert près du village en 1994.

## Politique et administration
| Période                                  | Période  | Identité        | Étiquette | Qualité |
| ---------------------------------------- | -------- | --------------- | --------- | ------- |
|                                          | 2014     | Michel Héribert |           |         |
| 2014                                     | En cours | Maïté Baulu     |           |         |
| Les données manquantes sont à compléter. |          |                 |           |         |

## Démographie
| 1793 | 1800 | 1806 | 1821 | 1831 | 1836 | 1841 | 1846 | 1851 |
| ---- | ---- | ---- | ---- | ---- | ---- | ---- | ---- | ---- |
| 97   | 151  | 186  | 181  | 199  | 185  | 205  | 217  | 225  |

| 1911 | 1921 | 1926 | 1931 | 1936 | 1946 | 1954 | 1962 | 1968 |
| ---- | ---- | ---- | ---- | ---- | ---- | ---- | ---- | ---- |
| 111  | 77   | 78   | 84   | 85   | 83   | 65   | 79   | 74   |

## Lieux et monuments
- Parc pyrénéen de l'art préhistorique
- Château de Lacombe
- Chapelle Notre-Dame-du-Rosaire